# Streptoprocne zonaris
El vencejo acollarado, vencejo de collar blanco, vencejo de cuello blanco, vencejo collar blanco, vencejo cuello blanco, vencejo cuelliblanco, vencejo de collar, vencejo grande, vencejón collarejo o vencejo collarejo (Streptoprocne zonaris) es una especie de ave apodiforme de la familia de los  vencejos residente de los Estados Unidos, América Central, las islas de las Antillas, hasta Argentina y el sureste de Brasil.

## Descripción
Esta especie es poderosa, con 20-22 cm de largo, y pesa 90-125 g. Tiene una cola ligeramente bifurcada. Los adultos son negros, azul glosado en la parte de atrás, y tienen un collar blanco, más amplio y más apagado en el pecho. Las aves más jóvenes son más apagadas que los adultos, y el collar es reducido o nulo. 

## Distribución y hábitat
Su área de distribución geográfica se extiende de los Estados Unidos hasta Argentina, incluyendo Antigua y Barbuda, Argentina, Barbados, Belice, Bolivia, Brasil, Islas Caimán, Chile, Colombia, Costa Rica, Cuba, Dominica, República Dominicana, Ecuador, El Salvador, Guayana Francesa, Granada, Guadalupe, Guatemala, Guyana, Haití, Honduras, Jamaica, Martinica, México, Montserrat, Nicaragua, Panamá, Paraguay, Perú, Puerto Rico, San Cristóbal y Nieves, Santa Lucía, San Vicente y las Granadinas, Suriname, Trinidad y Tobago, Estados Unidos, Venezuela. 
Su hábitat se compone de bosque tropical y subtropical, zonas rocosas y bosque muy degradado.

## Comportamiento
Esta es una especie muy sociable, con bandadas de 100 o más aves, y a menudo en compañía con otras aves. Tiene un vuelo poderoso, rápido y directo, y sube térmicas a grandes alturas.
Se alimenta en vuelo de insectos voladores, incluyendo escarabajos, abejas, y hormigas voladoras.
Construye un nido de barro, musgo y quitina en una repisa en una cueva, por lo general detrás de una cascada, y deja dos huevos blancos entre marzo y julio. Se reproduce en las montañas y colinas.